# Neoempheria larifuga
Neoempheria larifuga är en tvåvingeart som beskrevs av Coher 1959. Neoempheria larifuga ingår i släktet Neoempheria och familjen svampmyggor. Inga underarter finns listade i Catalogue of Life.